# Дунай (платформа)
Дуна́й — платформа (в прошлом — разъезд) Ириновского направления Октябрьской железной дороги на 16-м километре линии Мельничный Ручей — Невская Дубровка. Расположена на перегоне Кирпичный Завод — Петрокрепость, между платформами Радченко и 19 км, во Всеволожском районе Ленинградской области. Была электрифицирована в 1967 году. Рядом располагаются одноимённый посёлок и садоводческий массив Дунай.

## Описание и современное состояние
ДУНАЙ БОЛОТО — казарма для ремонтных рабочих при линии Ириновско-Шлиссельбургской жел. дороги 1 двор, 12 м п.(1896 год)

До 2001 года Дунай представлял собой разъезд с двумя боковыми платформами. С уменьшением интенсивности движения электропоездов разъезд был закрыт, а боковой путь разобран в 2003 году (он был с южной стороны от главного). Теперь используется только северная платформа. По состоянию на май 2017 года, вторая платформа разобрана. Эта платформа была слегка смещена к Петрокрепости относительно противоположной. О втором пути напоминают насыпь, контактная сеть.
К востоку от платформы расположен железнодорожный переезд.

## Фотогалерея

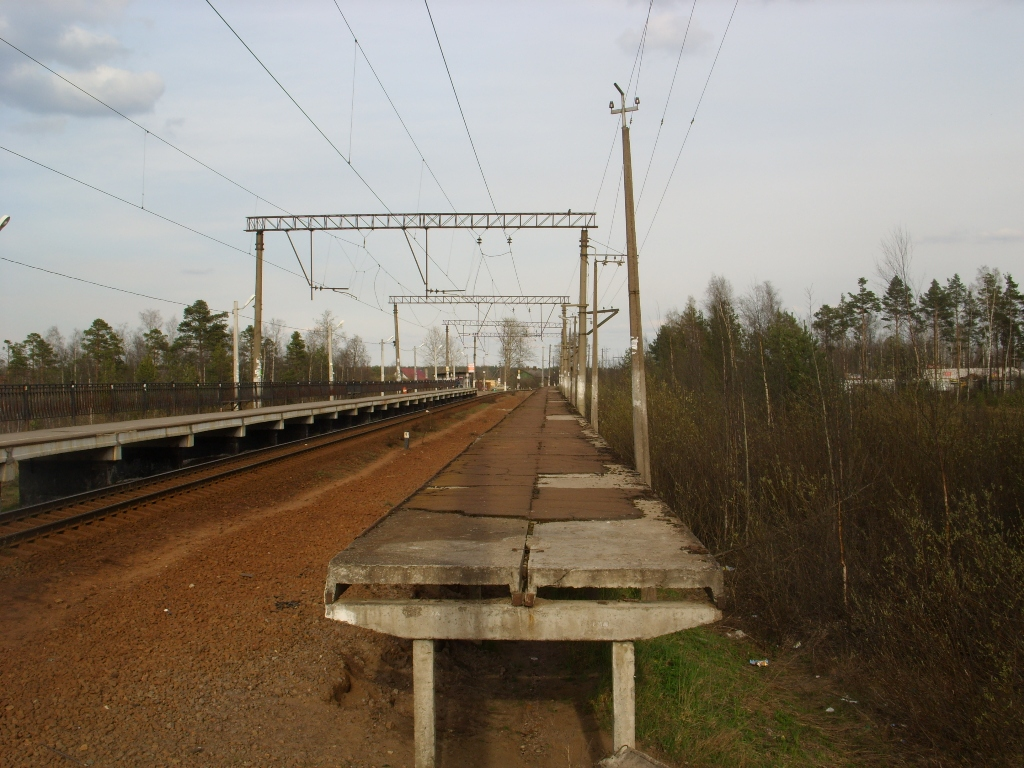
Обрушившаяся часть второй (снесённой) платформы
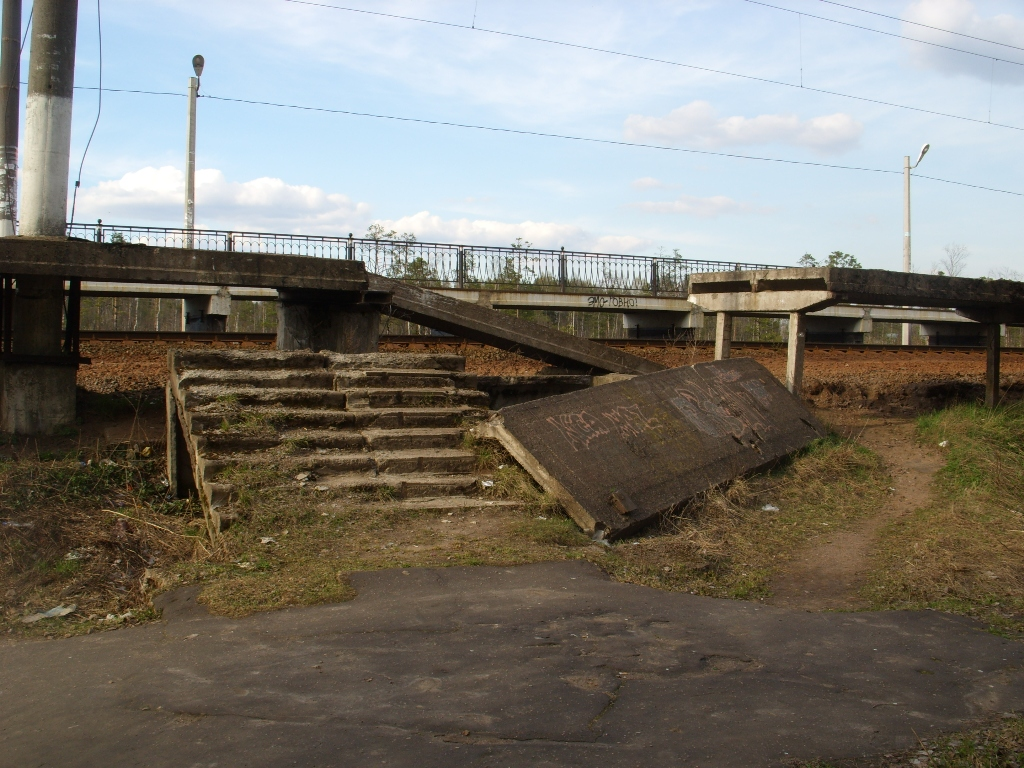
Лестница на вторую (снесённую) платформу
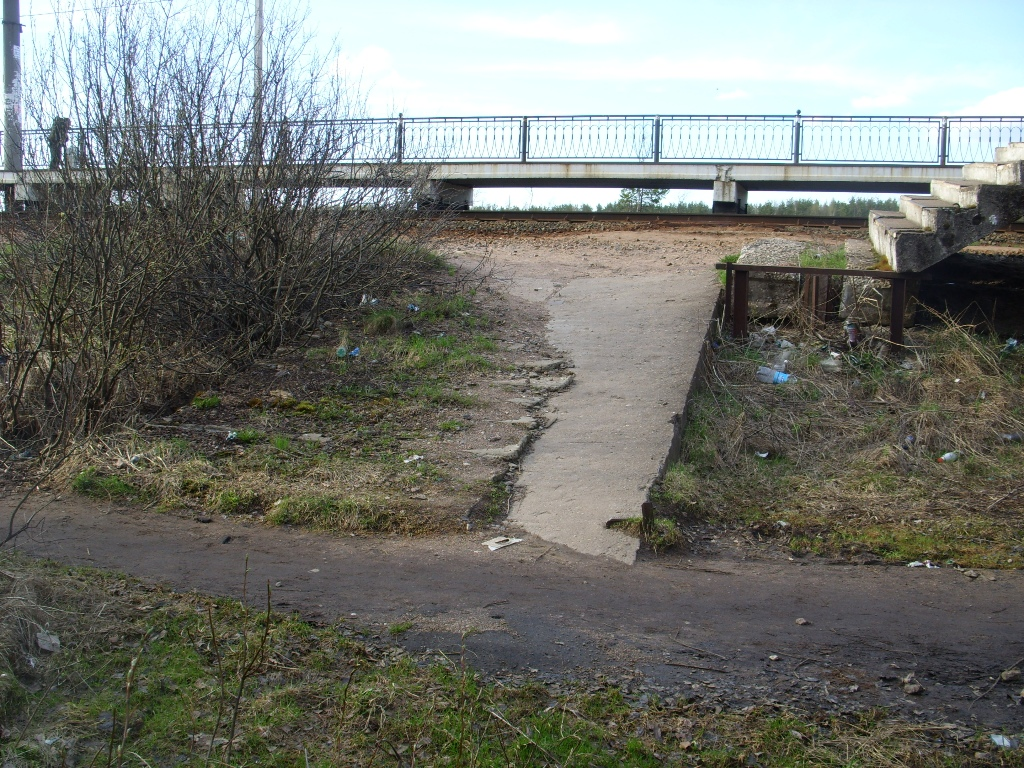
Лестница в западной части второй (снесённой) платформы
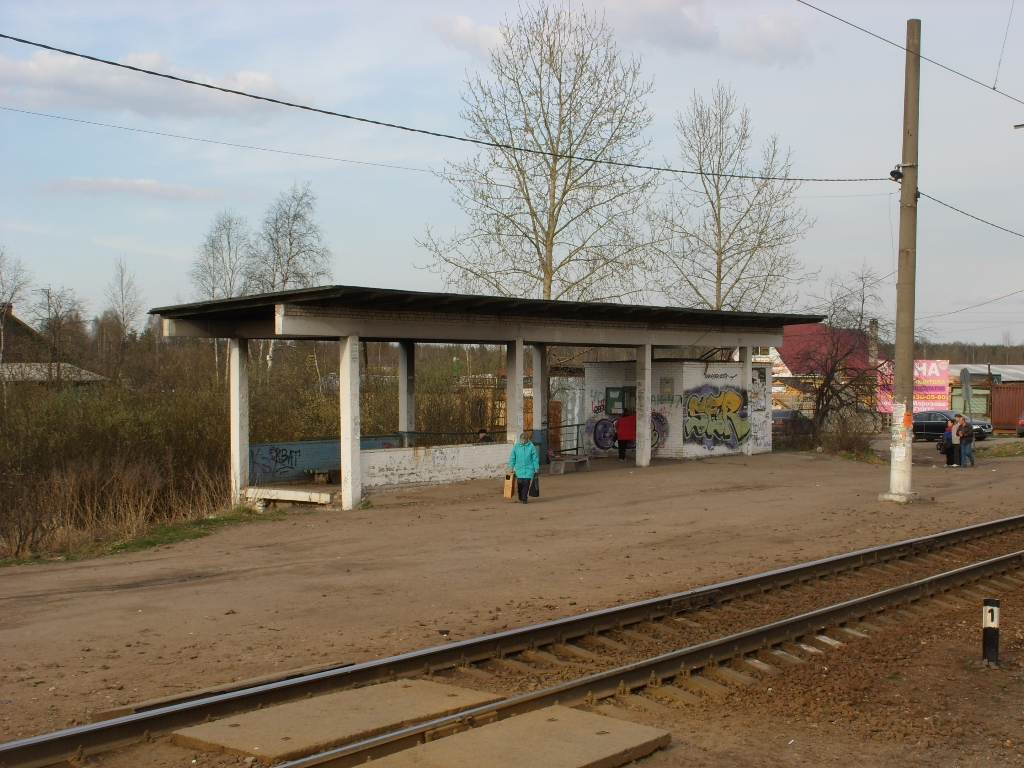
Навес